# Je zal het maar zijn
Je zal het maar zijn is een Nederlands televisieprogramma dat sinds 2010 wordt uitgezonden door de omroep BNNVARA. In het programma volgt presentatrice Geraldine Kemper mensen met een bijzonder verhaal of levenswijze. Van 2010 t/m 2015 presenteerde Sophie Hilbrand dit programma.
In iedere aflevering wordt er een ander onderwerp besproken. Hier volgt een lijst met de onderwerpen van de 7 seizoenen.

## Seizoenen

### Seizoen 1 (2010)
| Aflevering | Onderwerp                         |
| ---------- | --------------------------------- |
| 1          | In de ban zijn                    |
| 2          | Kinderen van belangrijke personen |
| 3          | Buitenbeentjes                    |
| 4          | Succesvolle jongeren              |
| 5          | Lichaamsobsessie                  |
| 6          | Familieomstandigheden             |
| 7          | Controversiële liefdes            |
| 8          | Opgesloten (geweest) zijn         |

### Seizoen 2 (2011)
| Aflevering | Onderwerp                         |
| ---------- | --------------------------------- |
| 1          | Serious Sixteen                   |
| 2          | Onderdeel van een groep           |
| 3          | Kinderen van belangrijke personen |
| 4          | Oorlogsslachtoffer                |
| 5          | Nachtvlinders                     |
| 6          | Veelbelovende personen            |
| 7          | Controversiële liefde             |
| 8          | Verslaafdheid                     |

### Seizoen 3 (2012)
| Aflevering | Onderwerp                         |
| ---------- | --------------------------------- |
| 1          | De Wallen anno 2012               |
| 2          | Mensen met een dubbele identiteit |
| 3          | Beroemd                           |
| 4          | In de ban van je uiterlijk        |
| 5          | Unieke liefdesverhalen            |
| 6          | In de ban van de topsport         |
| 7          | Eenzaam in de liefde              |
| 8          | Idealist                          |
| 9          | Bijzondere familie-omstandigheden |

### Seizoen 4 (2013)
| Aflevering | Onderwerp                  |
| ---------- | -------------------------- |
| 1          | Bijzondere relaties        |
| 2          | Getroffen door het noodlot |
| 3          | Controversieel             |
| 4          | Bijzondere gezinnen        |
| 5          | Onderdeel van een ramp     |
| 6          | Sterke levensovertuiging   |
| 7          | Kind van...                |
| 8          | In de ban van je uiterlijk |

### Seizoen 5 (2014)
| Aflevering | Onderwerp                                         |
| ---------- | ------------------------------------------------- |
| 1          | (Afwijkende opvattingen)                          |
| 2          | Relaties                                          |
| 3          | Strenge opvoeding gehad                           |
| 4          | Eeneiige tweeling                                 |
| 5          | Uiterlijk                                         |
| 6          | Privéleven in de media                            |
| 7          | Spiritueel                                        |
| 8          | Nabestaanden van de slachtoffers van de MH17 ramp |

### Seizoen 6 (2015)
| Aflevering | Onderwerp           |
| ---------- | ------------------- |
| 1          | Werken met seks     |
| 2          | Polyamorie          |
| 3          | Zoöfilie            |
| 4          | Travestie           |
| 5          | Kind van...         |
| 6          | Bijzondere relaties |
| 7          | Fantasy             |
| 8          | Pedofilie           |

### Seizoen 7 (2018)
| Aflevering | Onderwerp                   |
| ---------- | --------------------------- |
| 1          | Van de gebaande paden       |
| 2          | In de ban van schoonheid    |
| 3          | ?                           |
| 4          | In de ban van seks en macht |
| 5          | ?                           |
| 6          | Bijzondere liefdesrelaties  |